# Oediceroides abyssorum
Oediceroides abyssorum is een vlokreeftensoort uit de familie van de Oedicerotidae. De wetenschappelijke naam van de soort is voor het eerst geldig gepubliceerd in 1925 door Shoemaker.